# Моргунов, Андрей Борисович
Андре́й Бори́сович Моргуно́в (род. 23 декабря 1949 года, Москва) — советский и российский театральный режиссёр-педагог, профессор, Заслуженный артист Российской Федерации (с 2004), член Союза театральных деятелей России. Поэт, автор текста гимна города Химки Московской области.

## Биография
Родился 23 декабря 1949 года в Москве. Его родители — известные театральные деятели, народный артист РСФСР Борис Григорьевич Моргунов (1920—1997) и театровед, старший редактор литературной части «Центрального детского театра» Наталья Александровна Моргуновa (урождённая Липскерова, 1921—1972). Внук юриста А. Ф. Липскерова.
В 1973 году окончил актёрский факультет ГИТИСа (курс Г. Г. Конского), в 1979 году — ассистентуру-стажировку как режиссёр-педагог по кафедре сценической речи там же.
В 1979—1981 годах работал преподавателем в Музыкальном училище имени Гнесиных.
В 1984—1999 годах был режиссёром-педагогом Московского экспериментального детского театра «Зонг» под руководством В. Т. Чернова.
В 1999—2012 годах — педагог по актёрскому мастерству и сценической речи в Академии хорового искусства им. В. С. Попова, заведующий кафедрой актёрского мастерства и оперной подготовки (2004—2009); доцент (с 2007), профессор (с 2011 года).
2005 г. — Член Союза театральных деятелей РФ.
В 2012—2013 — МГУКИ (профессор кафедры режиссуры и мастерства актёра).
С 2013 — наст. время — ИП Творческая мастерская профессора А. Б. Моргунова (профессор).

### Семья
Двоюродный брат — писатель и сценарист Михаил Липскеров.

## Творчество
Поставил со студентами 26 спектаклей, более 70 драматических отрывков, около 300 работ по художественному слову. Подготовил более двадцати лауреатов фестивалей и конкурсов.

### Роли в театре
Андрей Моргунов принял участие в качестве актёра в трёх театрах: «центральный детский театр», театр «Лаборатория», детский экспериментальный театр «Зонг». Он принял участие более чем в десяти спектаклях, таких как:
- «Молодая гвардия»
- «Рамаяна»
- «Адам и Ева»
- «Солдат Иван Чонкин»
- «Гостья из будущего»
- «Медведь»
- «Сказки Пушкина»
- «Зайка-зазнайка»

### Фильмография
- 1973 — Детство. Отрочество. Юность (реж. Пётр Фоменко)
- 1985 — Город над головой (реж. Геннадий Павлов)
- 1985 — День гнева (реж. Суламбек Мамилов)

### Избранные труды
- Техника речи и основы орфоэпии : Учебное пособие для студентов.
- Логика речи и основы словесного действия.
- К. С. Станиславский о пластической выразительности.
- Школа сценического движения А. Б. Немеровского.
- Н. В. Карпов о технике сценического движения.
- Оазис культуры // Академия хорового искусства: от училища к ВУЗу : [Сб. к 10-летию Академии хорового искусства]. — М.: изд-во «Форма Т», 2006[1].

## Признание и награды
- Заслуженный артист Российской Федерации (2004)